# Менченков, Александр Владимирович
Александр Владимирович Менченков (19 января 1958, Сталинск, Кемеровская область — 14 марта 2009, Киев) — советский и украинский хоккеист, защитник.
Воспитанник новокузнецкого «Металлурга», играл за команду во второй лиге в сезонах 1975/76 — 1977/78. Армейскую службу проходил в СКА Новосибирск (1978/79 — 1979/80), концовку второго сезона провёл в СКА Ленинград. С сезона 1980/81 играл в киевском «Соколе». В начале сезона 1988/89 перешёл «Ладу» Тольятти. Играл за «Кристалл» Саратов (1989/90), «Металлург» Череповец (1990/91 — 1993/94), «Коминефть» Нижний Одес (1994/95), шведский «Худиксвалль» (1995/96), ХК «Киев» (2004/05).
Игрок сборной Украины.
Скончался 14 марта 2009 года.